# Итахана, Тосиюки
Тосиюки Итахана (яп. 板鼻 利幸 Итахана Тосиюки) — японский игровой директор и художник, наиболее известный по работе над дизайном персонажей игр компании Square Enix. После окончания профессионального училища устроился на работу в компанию Banpresto в качестве иллюстратора. В составе этой команды он принял участие в разработке игры «Chocobo’s Mysterious Dungeon», а после слияния компаний Square и Enix окончательно перешёл в штат новой образовавшейся корпорации. Первая его серьёзная работа — дизайн персонажей для «Final Fantasy IX», первая работа в качестве директора — «Code Age Commanders». Кроме того, Итахана принимал участие в разработке всех игр серии Crystal Chronicles.

## Участие в проектах
- Puyo Puyo (1994) — иллюстратор
- Chocobo's Dungeon 2 (1998) — иллюстратор
- Chocobo Racing (1999) — иллюстратор
- Final Fantasy IX (2000) — дизайнер персонажей
- Final Fantasy Crystal Chronicles (2004) — дизайнер персонажей
- Final Fantasy XI (2004) — дизайнер персонажей
- Code Age Commanders (2005) — дизайнер персонажей, директор
- Final Fantasy Fables: Chocobo Tales (2007) — дизайнер персонажей
- Final Fantasy Fables: Chocobo's Dungeon (2008) — дизайнер персонажей
- Final Fantasy Crystal Chronicles: Ring of Fates (2008) — дизайнер персонажей
- Final Fantasy Crystal Chronicles: My Life as a King (2008) — ответственный за графику
- Final Fantasy Crystal Chronicles: The Crystal Bearers (2009) — дизайнер персонажей, директор
- Final Fantasy Crystal Chronicles: My Life as a Darklord (2009) — ответственный за графику